# テイクオフ!
『テイクオフ!』は、2004年8月5日24時35分から1時35分に関西テレビで放送された単発ドラマ。
2003年11月放送の『LOVE&GO!』に続く同局の眞鍋かをり主演ドラマ第2弾。
ドラマでありながら番組内で登場した商品をキーワードにしたプレゼントクイズが実施されているという独特なスタイルを持つ。

## 出演者
- カズキ：眞鍋かをり
- ナミ：河村和奈
- コウジ：小谷嘉一
- 乙黒史誠
- 磯崎きよみ
- 石井竜二
- 三浦ひとみ
- 森沢早苗
- 飯沼誠司

## スタッフ
- プロデューサー：重松圭一（関西テレビ）、 松本朋丈（コクーン）
- 監督：上野コオイチ
- 撮影：安田光